# Kwaadmechelen
Kwaadmechelen is een dorp in de Belgische provincie Limburg en een deelgemeente van de gemeente Tessenderlo-Ham. Het was een zelfstandige gemeente tot het bij de fusie van 1977 samen met Oostham de nieuwe fusiegemeente Ham ging vormen, die op 1 januari 2025 op zijn beurt opging in Tessenderlo-Ham. Bodemkundig en volkskundig behoort Kwaadmechelen tot de Zuiderkempen.
Naast het centrum telt de deelgemeente nog twee dorpen: tussen het kanaal en de autosnelweg ligt Genebos en aan de westzijde van de autosnelweg ligt Genendijk. Beide dorpen hebben een eigen kerk gehad, maar die van Genebos werd in 2008 onttrokken aan de eredienst.

## Toponymie
Kwaadmechelen werd voor het eerst vermeld in 1179, en wel als Quaedmechelen. Dit is een samenstelling van quaed (klein), maghin (groot), en lo (moerasbos). Dus: een kleine nederzetting in een groot, moerassig broekbos.

## Geschiedenis
Reeds in de Romeinse tijd was de streek waar Kwaadmechelen ligt bewoond. Er werden resten van een Romeinse begraafplaats en een ijzergieterij gevonden.
In de feodale tijd behoorde Kwaadmechelen bestuurlijk tot het Land van Ham, een heerlijkheid waarvan de zetel in Oostham was te vinden. De parochie van Kwaadmechelen maakte zich vermoedelijk in de 16e eeuw los van die van Beverlo.
Aangezien Kwaadmechelen zich in het grensgebied van het Hertogdom Brabant en het Graafschap Loon bevond had het, vooral in de 17e eeuw, veel te lijden van rondtrekkende troepen. Daarom werden er drie schansen opgeworpen, die de bevolking althans enige bescherming boden. Ook de pastorie en een aantal hoeven werden versterkt en omgracht.
Begin 19e eeuw werd Kwaadmechelen een zelfstandige gemeente wat het bleef tot 1977.
Voor Kwaadmechelen was de aanleg van het Kanaal Dessel-Kwaadmechelen in 1858, en nadien deze van het Albertkanaal (geopend in 1946) van groot belang. Chemische industrie kwam er in 1928, het huidige Tessenderlo Chemie.
Nabij Kwaadmechelen vonden van 11 mei-14 mei 1940 gevechten plaats om het Albertkanaal, dat tot een verdedigingslinie was omgebouwd die de Duitse bezetter moest oversteken om naar het westen op te rukken. Hierbij is veel schade in het dorp aangericht.
De bevrijding -door de Britten- vond plaats van 9-13 september 1944.

Het grondgebied wordt tegenwoordig doorkruist door het kanaal Dessel-Kwaadmechelen en het Albertkanaal die er samenvloeien. Ook de autosnelweg A13/E313 loopt door de deelgemeente en heeft er een aansluiting op de N141, de weg van Heppen naar Laakdal die door het centrum van Kwaadmechelen passeert. Door deze gunstige ligging is Kwaadmechelen uitgegroeid tot een woonforensendorp. 

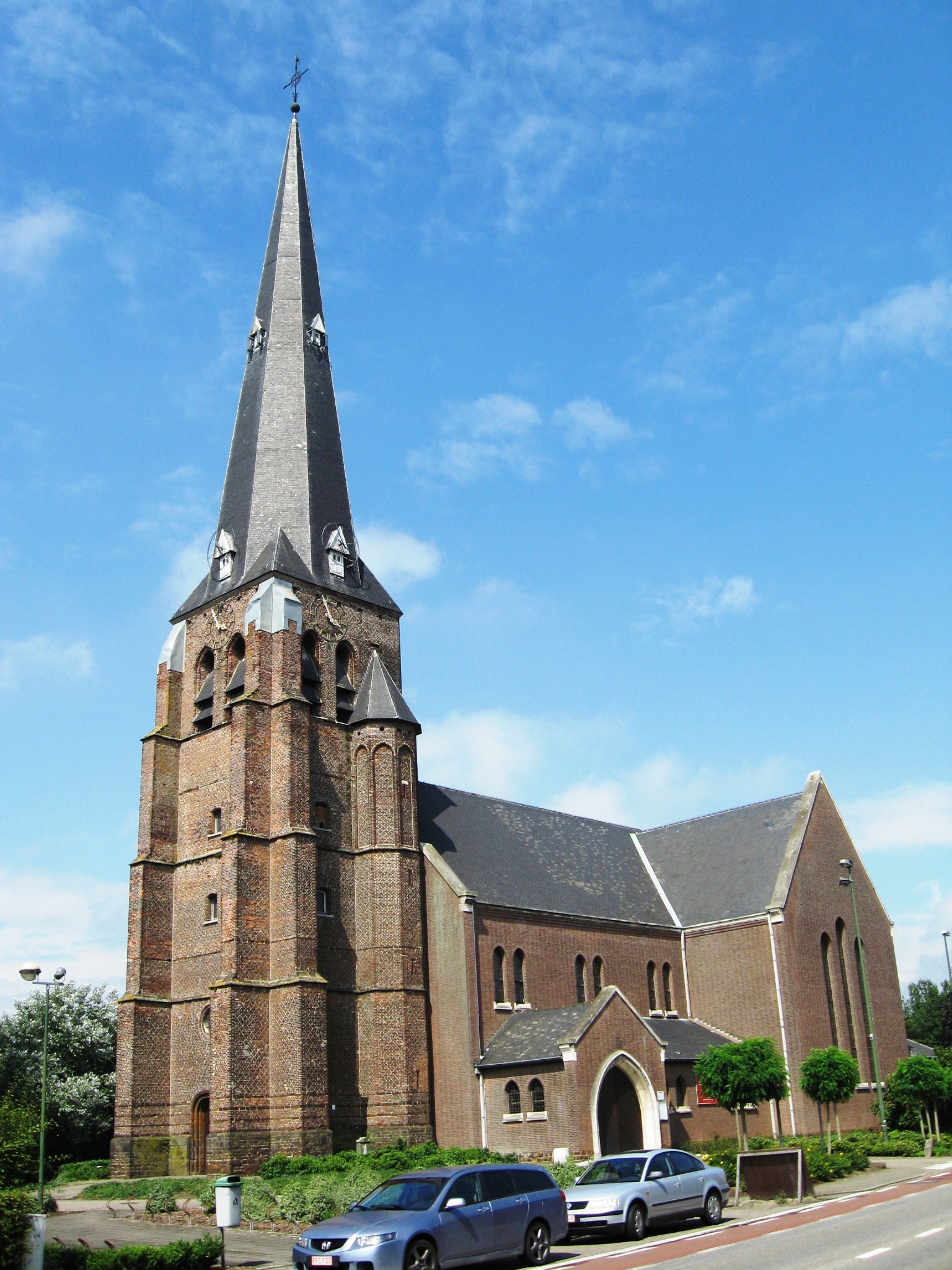
De Sint-Lambertuskerk

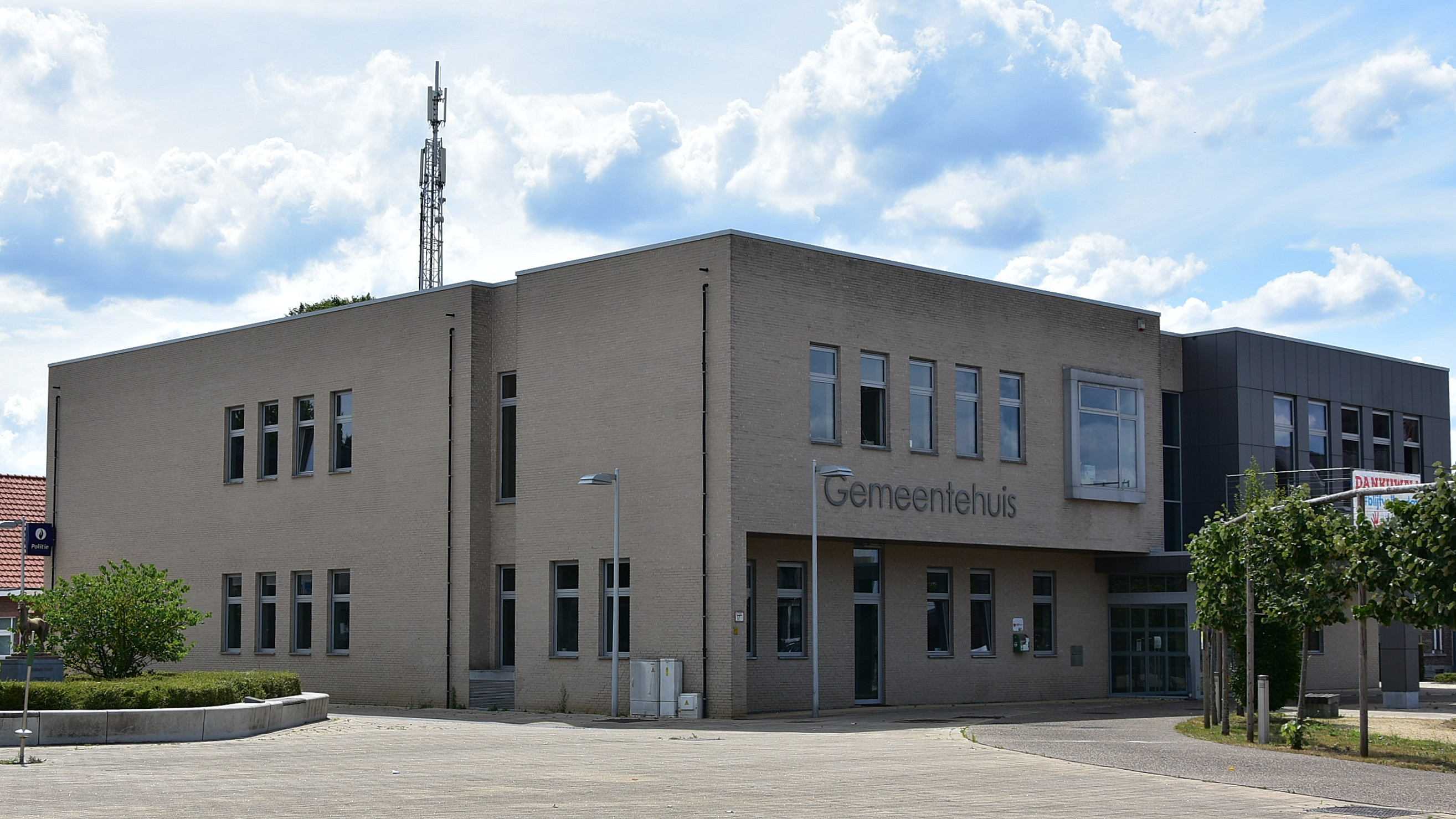
Het gemeentehuis

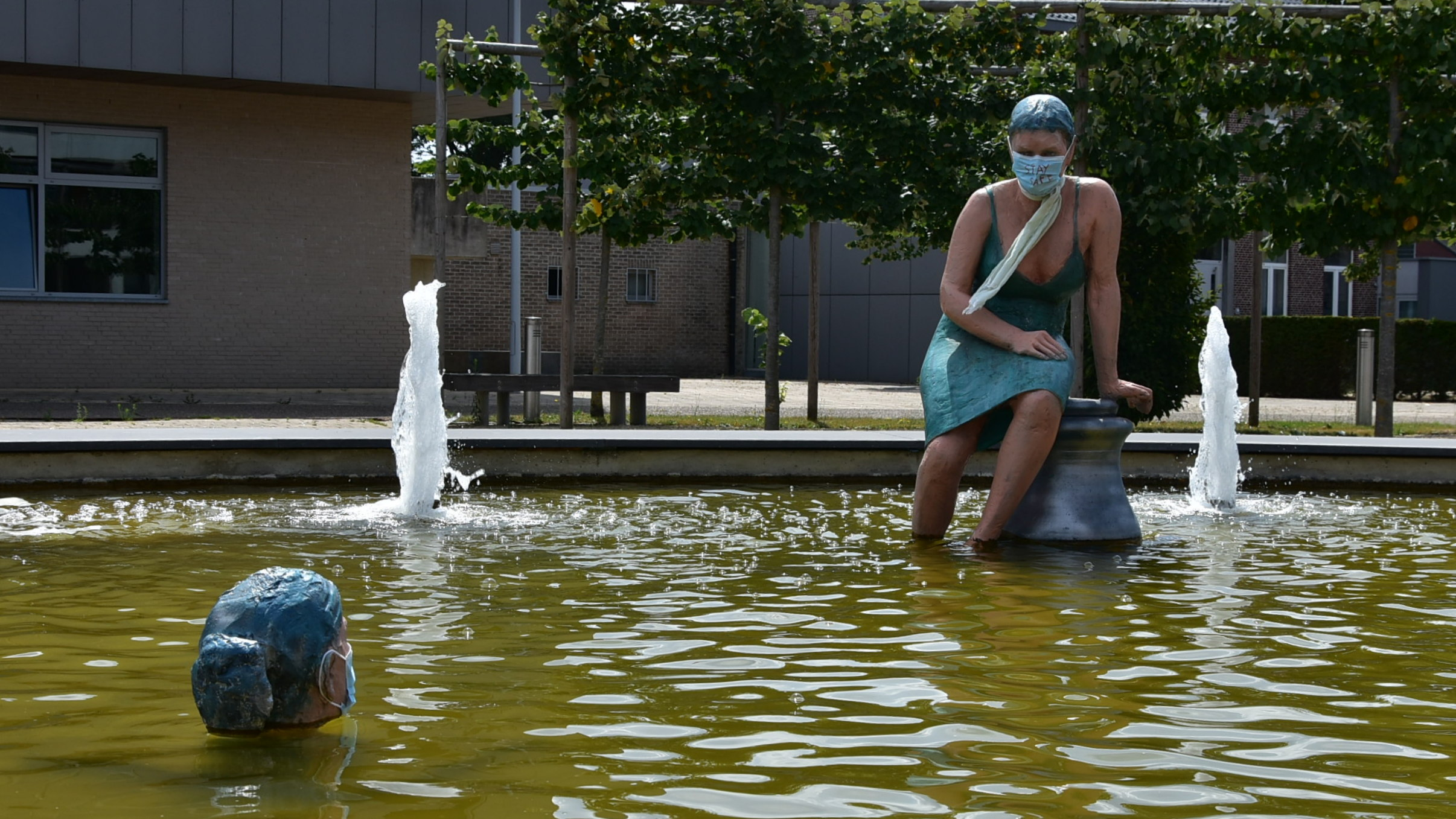
Badende dames door Ludo Noels

## Dialect
Het dialect van Kwaadmechelen rekent men tot de Zuiderkempense dialecten. Kwaadmechelen vormt samen met Tessenderlo, Leopoldsburg, Kerkhoven en Lommel een uitzondering wat dialect betreft binnen Limburg. De dialecten van deze plaatsen zijn Brabantse dialecten. Een belangrijke isoglosse (grenslijn van een taalkenmerk) loopt tussen Kwaadmechelen en Oostham door en deelt de huidige fusiegemeente Ham (waartoe beiden behoren) in twee. Het gaat om de Uerdingerlijn waar Kwaadmechelen ten westen van ligt, aan de Brabantse kant met de(Brabantse) dialectvormen "ik-mae/mè-èjef-aeve..." voor het Nederlandse "ik-mij-u-uwe...". Oostham ligt ten oosten van de Uerdingerlijn met de (Limburgse) dialectvormen "ich-mich-oech-oere..." (de Limburgse vormen zijn tegenwoordig wel sterk bedreigd in hun voortbestaan).

## Demografische ontwikkeling
- Bronnen:NIS, Opm:1831 tot en met 1970=volkstellingen; 1976 = inwoneraantal op 31 december

## Politiek
Kwaadmechelen had een eigen gemeentebestuur en burgemeester tot de fusie van 1977. Burgemeesters waren:
| Periode | Periode     | Naam burgemeester          |
| ------- | ----------- | -------------------------- |
|         | 1801 – 1819 | Pierre François Theijs     |
|         | 1819 – 1836 | Joannes Hieronymus Gillis  |
|         | 1836 – 1837 | Joannes Franciscus Cuypers |
|         | 1838 – 1857 | Petrus Henricus Verbeeck   |
|         | 1857 – 1876 | Petrus Henricus Gillis     |
|         | 1876 – 1889 | Jan Lambert Ghoos          |
|         | 1889 – 1891 | Frans Benedict Vertessen   |
|         | 1891 – 1906 | Leonard Ghoos              |
|         | 1906 – 1919 | Karel Vertessen            |

| Periode | Periode     | Naam burgemeester                     |
| ------- | ----------- | ------------------------------------- |
|         | 1919 – 1920 | Peter Cruysberghs                     |
|         | 1921 – ?    | Josephus Neuts                        |
|         | ...         |                                       |
|         | ? - ?       | Karel Zels (oorlogsburgemeester, VNV) |
|         | ...         |                                       |
|         | ? – ?       | Emiel Hermans                         |
|         | ...         |                                       |
|         | ? - 1976    | Marta Keersmaekers                    |

## Bezienswaardigheden
- De Sint-Lambertuskerk uit 1840 met een kerktoren in Kempense gotiek uit 1615. De kerk werd volledig vernield in 1940 tijdens de Duitse inval en werd herbouwd tussen 1953 en 1956, waarbij de grondvesten van een oude romaanse kerk werden ontdekt. De toren kreeg in 1938 de status van beschermd monument.
- De neoclassicistische Onze-Lieve-Vrouw Tenhemelopnemingskerk van Genendijk die eveneens dateert van 1840. Het orgel werd in 2004 beschermd als monument.

## Natuur en landschap
Het grondgebied van Kwaadmechelen kent een aantal natuurgebieden, waarvan De Rammelaars, een moerassige beekvallei, het meest bekend is. Verder ligt in het zuiden, nabij Genendijk, de Kepkensberg, een getuigenheuvel van 43 m hoog. De zuidgrens van het grondgebied, de grens met Tessenderlo, wordt gevormd door de Grote Beek.

## Geboren
- Lode Wouters (1929-2014), wielrenner, winnaar van olympisch goud

Deelgemeenten: Kwaadmechelen · Oostham · Tessenderlo

Overige kernen: Berg · Engsbergen · Genebos · Genendijk · Hulst · Schoot

Belgische gemeenten · Arrondissement Hasselt · Limburg · Vlaanderen